# گارگین پوغوسیان
گارگین ساموئلی پوغوسیان (ارمنی: Գարեգին Սամվելի Պողոսյան؛ انگلیسی: Garegin Poghosyan؛ زادهٔ) فرد نظامی اهل ارمنستان است.
وی همچنین برندهٔ جوایزی همچون قهرمان ملی ارمنستان شده‌است.